# Znieczulenie nasiękowe
Znieczulenie nasiękowe – rodzaj znieczulenia polegający na wyłączeniu zakończeń nerwowych i włókien nerwowych. Znieczulenie nasiękowe polega na ostrzyknięciu środkiem znieczulającym wybranego miejsca przez liczne wkłucia igły.
Najczęściej używanymi lekami do znieczulenia nasiękowego są: prokaina i lidokaina. Prokaina używana jest w roztworach o stężeniu 1% lub 0,5%, lidokaina w roztworach o stężeniu 0,5% lub 0,25%. Maksymalna dawka prokainy, którą można podać to 1 g, a lidokainy to 0,4 g. Znieczulenie nasiękowe prokainą utrzymuje się ok. 30 min, a lidokainą ok. 1h.